# El substitut (pel·lícula de 2021)
El substitut (títol original en castellà, El sustituto) és una pel·lícula de thriller policial hispano-belga del 2021 dirigida per Óscar Aibar. És protagonitzada per Ricardo Gómez, Vicky Luengo i Pere Ponce.

## Trama
Està ambientat l'any 1982. Un agent de policia de Madrid es trasllada a la costa. Intervé en una investigació que el porta a una comunitat de nazis que gaudeixen pacíficament de la seva jubilació a la Costa Blanca.

## Repartiment
- Ricardo Gómez com a Andrés Expósito.[2]
- Vicky Luengo com a Eva Vidal.[2][3]
- Pere Ponce com a Colombo.[3][4]
- Pol López[3]
- Joaquín Climent[3]
- Nuria Herrero[3]
- Frank Feys[3]
- Susi Sánchez[3]
- Bruna Cusí[3]
- Guillermo Montesinos[5]
- Hans-Peter Deppe[3]

## Producció
La coproducció conjunta Espanya-Bèlgica, fou produïda per Tornasol, Voramar Films SL, Isaba Producciones Cinematográficas AIE i Entre Chien et Loup amb la participació de RTVE, À Punt Media, la col·laboració d'Amazon Prime Video i el suport de l'ICAA i l'ICV Generalitat Valenciana. El guió va ser escrit per Óscar Aibar (el director) juntament amb María Luisa Calderón. L'equip fou completat per Álex de Pablo (DOP), Uxua Castelló (direcció artística), i Teresa Font (edició). Fou rodada a Dénia i altres localitzacions al llarg de la Comunitat Valenciana. El rodatge va començar el setembre de 2020.
La pel·lícula tenia un pressupost de 2,8 milions d'euros.

## Estrena
El sustituto fou presentada al 24è Festival de Màlaga (FCME) el 7 de juny de 2021, com a part de la selecció oficial del festival. També es va projectar a la XXXVI edició de la Mostra de València. Fou distribuïda per Karma Films, La pel·lícula es va estrenar a les sales d'Espanya el 29 d'octubre de 2021.

## Recepció
Pere Vall de Fotogramas va donar a la pel·lícula 3 sobre 5 estrelles, considerant-la "una recreació austera i impecable de l'Espanya dels anys vuitanta", destacant l'actuació de Pere Ponce.
Beatriz Martínez d'El Periódico de Catalunya li va donar 3 sobre 5 estrelles, considerant-lo un "bon thriller", però també una reflexió sobre "les misèries dels nostres temps" i l'auge de l'extrema dreta. Raquel Hernández Luján de HobbyConsolas va donar a la pel·lícula 60 punts sobre 100, elogiant la bona recreació dels anys 80 (a causa del disseny de producció i la direcció d'art) alhora que valorava negativament les actuacions amb "excés d'arrossegament" així com la "maldestre" i "previsible" resolució. Carmen L. Lobo de La Razón va donar-li 3 de 5 estrelles, escrivint que era "magníficament ambientada", i que constitueix "una pel·lícula sòbria, seca i nítida". Anton Merikaetxebarria d'El Correo li va donar 2 sobre 3 estrelles, considerant que és una "pel·lícula diferent, oportuna i interessant".

## Premis i nominacions
| Any  | Premi           | Categoria                   | Nominat       | Resultat | Ref    |
| ---- | --------------- | --------------------------- | ------------- | -------- | ------ |
| 2022 | IX Premis Feroz | Millor actor protagonista   | Ricardo Gómez | Nominat  | [ 18 ] |
| 2022 | IX Premis Feroz | Millor actor de repartiment | Pere Ponce    | Nominat  | [ 18 ] |